# 조르주 셰아데
조르주 셰아데(프랑스어: Georges Schehadé, 1905년 ~ 1989년)는 레바논의 극작가, 시인으로, 프랑스어로 글을 썼다. 이집트에서 태어나 레바논 베이루트에서 성장했다.